# Picture This!
Picture This! is een komische televisiefilm uit 2008 geregisseerd door Stephen Herek. De film werd op 13 juli uitgezonden door ABC op televisie en op 22 juli uitgebracht op dvd.

## Verhaal
Mandy Gilbert (Ashley Tisdale) is een verlegen buitenbeentje. Toch weet ze de aandacht te krijgen van Drew Patterson, de meest populaire jongen van de school. Hij vraagt haar mee uit naar het schoolbal en ze kan haar geluk niet op. Problemen ontstaan als Mandy's overbeschermende vader haar geen toestemming geeft om met hem uit te gaan en Drew's ex-vriendin weer in beeld komt.

## Rolverdeling
- Ashley Tisdale als Mandy Gilbert
- Robbie Amell als Drew Patterson
- Cindy Busby als Lisa Cross
- Lauren Collins als Alexa
- Shenae Grimes als Cayenne
- Maxim Roy als Marsha Gilbert
- Kevin Pollak als Tom Gilbert
- Marie-Marguerite Sabongui als Blair